# Venas de Tebesio
Las venas de Tebesio o venas cardíacas menores son las que drenan la sangre de ambas partes del ventrículo derecho y desembocan en el seno coronario al igual que la vena cardíaca mayor y la vena cardíaca media. 
Parte de la sangre no oxigenada que viaja por las venas de Tebesio también son drenadas en el ventrículo izquierdo ocasionando un shunt fisiológico normal. Por ende se observa que la presión parcial de oxígeno en los capilares pulmonares es mayor mientras que la presión parcial de oxígeno a nivel del ventrículo izquierdo es ligeramente inferior.
Estas reciben el nombre de Tebesio por su descriptor el anatomista alemán y estudioso del sistema coronario, Adam Christian Thebesius, en el Disputatio medica inauguralis de círculo sanguinis in corde, un tratado de 1708.